# Văgiulești (gmina)
Văgiulești – gmina w Rumunii, w okręgu Gorj. Obejmuje miejscowości Cârciu, Covrigi, Murgilești, Valea Motrului i Văgiulești. W 2011 roku liczyła 2642 mieszkańców.